# Elektro
Elektro je izmišljena osebnost in stripovski superzlobnež, ki se pojavlja v stripih ameriške založbe Marvel. Ustvarila sta ga risarja Stan Lee in Steve Ditko, prvič pa se je pojavil v stripu The Amazing Spider-Man #9 (februar 1964). Elektro je vzdevek Maxa Dillona, vodje električnega podjetja, ki je zapadel v kriminal, potem ko ga je med delom na daljnovodu udarila strela. Posledično je postal živ električni kondenzator. Elektrove supermoči temeljijo na nadzoru električne energije, ki jo lahko absorbira, da se »napolni« in postane močnejši ter pridobi dodatne sposobnosti, kot so letenje in izboljšane fizične lastnosti. Zaradi tega je velikokrat prišel v spor z raznimi superjunaki, kot sta Spider-Man in Dardevil.
Elektro se je pojavil v filmih Neverjetni Spider-Man 2 in Spider-Man: Ni poti domov, v obeh filmih pa ga je upodobil igralec Jamie Foxx.